# Haemaphysalis heinrichi
Haemaphysalis heinrichi este o specie de căpușe din genul Haemaphysalis, familia Ixodidae, descrisă de Schulze în anul 1939. Conform Catalogue of Life specia Haemaphysalis heinrichi nu are subspecii cunoscute.